# آدولف منگوتی
آدولف منگوتی (آلمانی: Adolphe Mengotti; ۱۲ نوامبر ۱۹۰۱–۱۹۸۴}}) فوتبال فوتبال اهل سوئیس بود.
از باشگاه‌هایی که در آن بازی کرده‌است می‌توان به باشگاه فوتبال رئال مادرید اشاره کرد.
وی در مسابقات بین‌المللی در مجموع برندهٔ ۱ مدال نقره شده‌است.